# Fico d'India (film)
Fico d'India è un film del 1980 diretto da Steno. 

## Trama

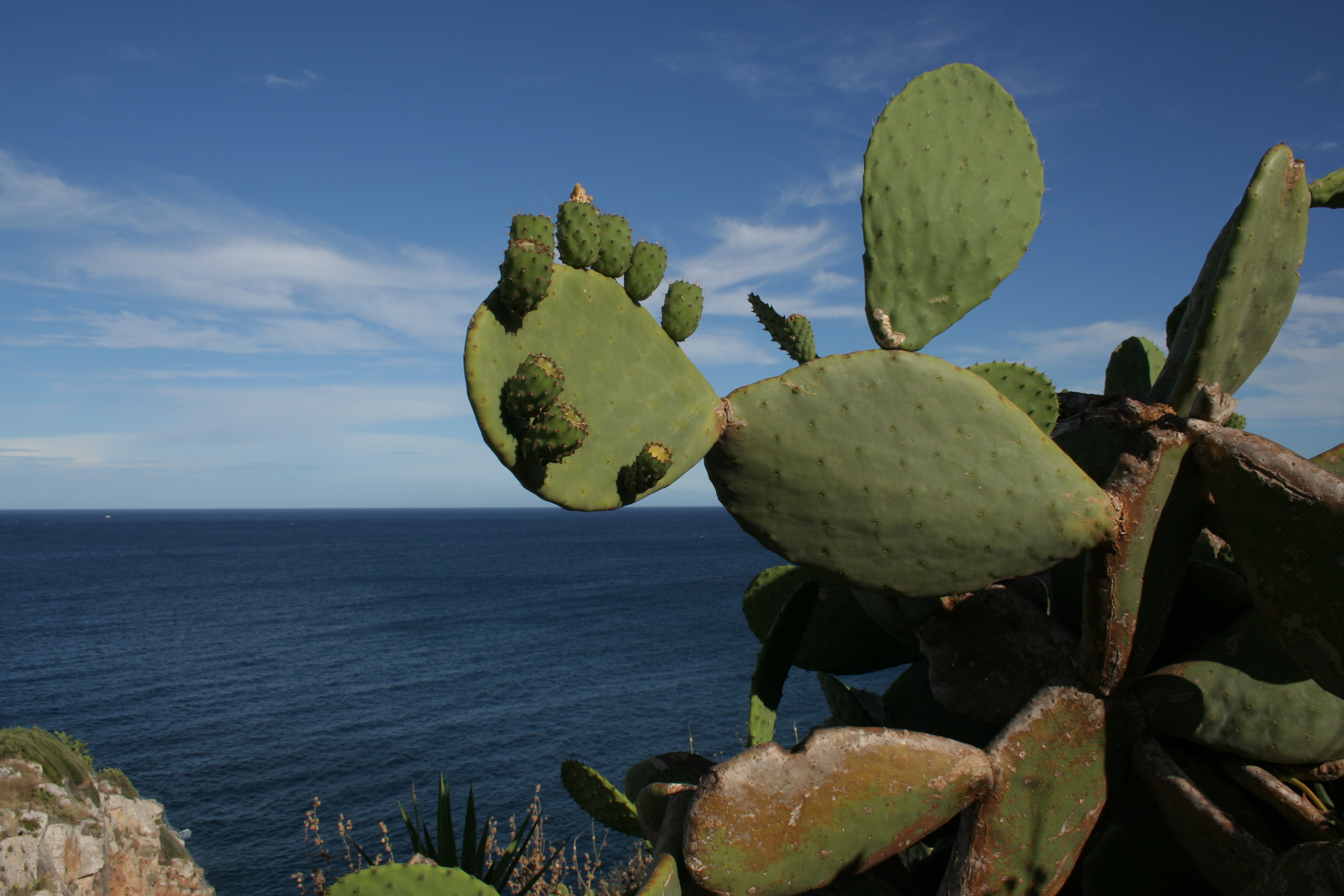
Gloria Guida in una scena del film

Lorenzo è il sindaco di un piccolo paese della provincia italiana. Una sera, rientrando a casa sorprende il noto playboy Ghigo Buccilli che cerca di sedurre la sua bella moglie: infuriato, minaccia i due con una pistola, e Buccilli è vittima di un infarto; l'uomo sopravvive, ma è costretto al totale riposo e quindi deve restare a casa del sindaco. Ne seguono una serie infinita di gag ed equivoci, costituiti dagli stratagemmi usati da Lorenzo per evitare che la cosa sia scoperta e diventi oggetto di pettegolezzo da parte dei concittadini. 
A causa dell’evento Lorenzo, che lavora in una compagnia di assicurazioni, non riesce a partecipare ad un importante incontro con il banchiere svizzero Gruber, ricevendo una pesante ramanzina da parte del suo presidente. Quando giorni dopo Gruber viene arrestato per traffico di valuta insieme ad altri funzionari di importanti istituti di credito, Lorenzo viene promosso a direttore generale in quanto se l’incontro fra Lorenzo e il banchiere fosse avvenuto avrebbe compromesso la compagnia di assicurazioni. A quel punto Lorenzo non può fare altro che ringraziare lo stesso Ghigo, il quale, anche se involontariamente, ha impedito l'incontro. 
Lorenzo e Ghigo, che piano piano avevano avuto modo di avvicinarsi, decidono quindi di festeggiare la promozione di Lorenzo e si ubriacano. Vengono però sorpresi dal commissario e dal suo compare giornalista Lanzarotti, che vorrebbe scrivere un articolo scottante. A quel punto però Ghigo li ricatta facendogli vedere le foto delle loro mogli nude con la cernia e i due se ne vanno in silenzio. 
Lorenzo agevola infine Ghigo accelerando una pratica assicurativa di rimborso di 300 milioni di lire e Ghigo usa quei soldi per comprare un’imbarcazione per entrambi. Il film termina con la voce fuori campo di Lorenzo che ironizza su come si possa diventare il migliore amico di uno che voleva portarsi a letto sua moglie.

## Produzione

### Luoghi delle riprese
Le riprese del film sono state effettuate al  Porto Innocenziano di Anzio (RM), nel centro di Bracciano (RM), ad Oriolo Romano (VT) e ad Ostia.

## Colonna sonora
La musica in sottofondo, nella sequenza dove Ghigo Buccilli entra con un espediente a casa del sindaco per sedurne la moglie, è Young Embrace del gruppo fusion brasiliano Azymuth.
La musica usata per le scene di inseguimento è Freeway mad dei Saxon.